# 舱外活动

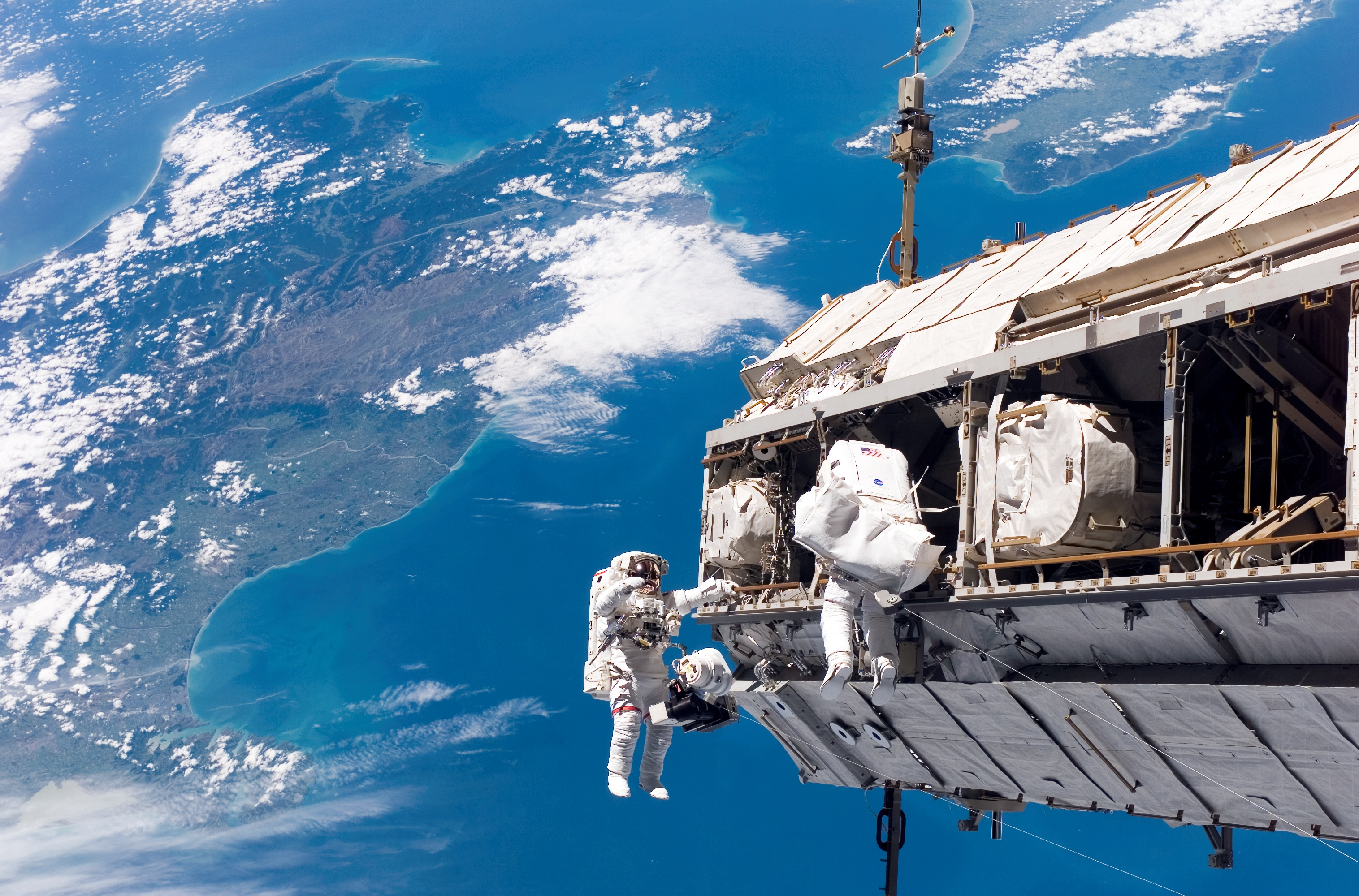
2006年，羅伯特·科爾賓與富格萊桑在國際太空站外協力安裝一段桁架，這是早期太空站擴建作業的一部分。遠方為紐西蘭與庫克海峽。

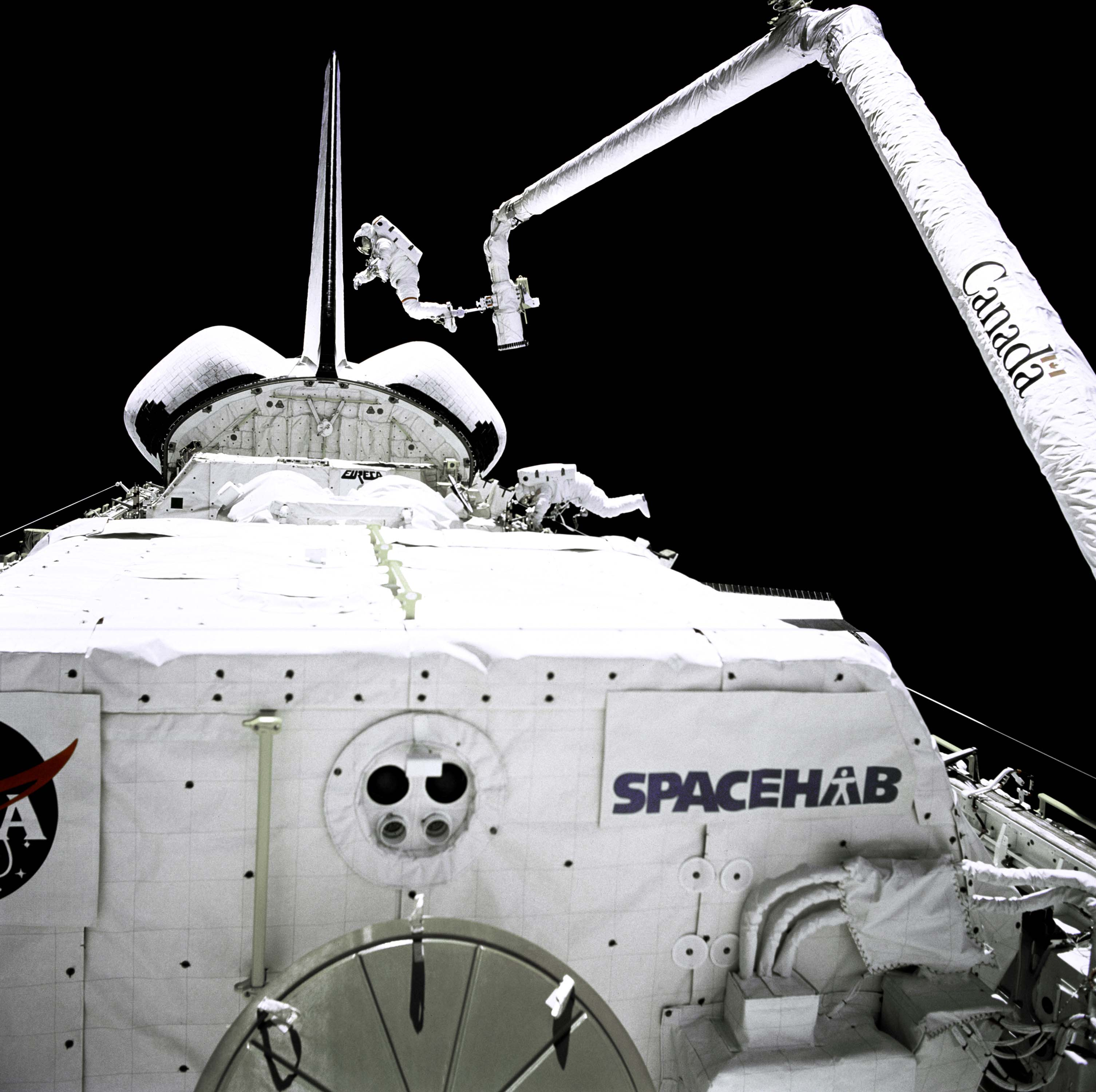
太空梭上有繫繩的艙外活動

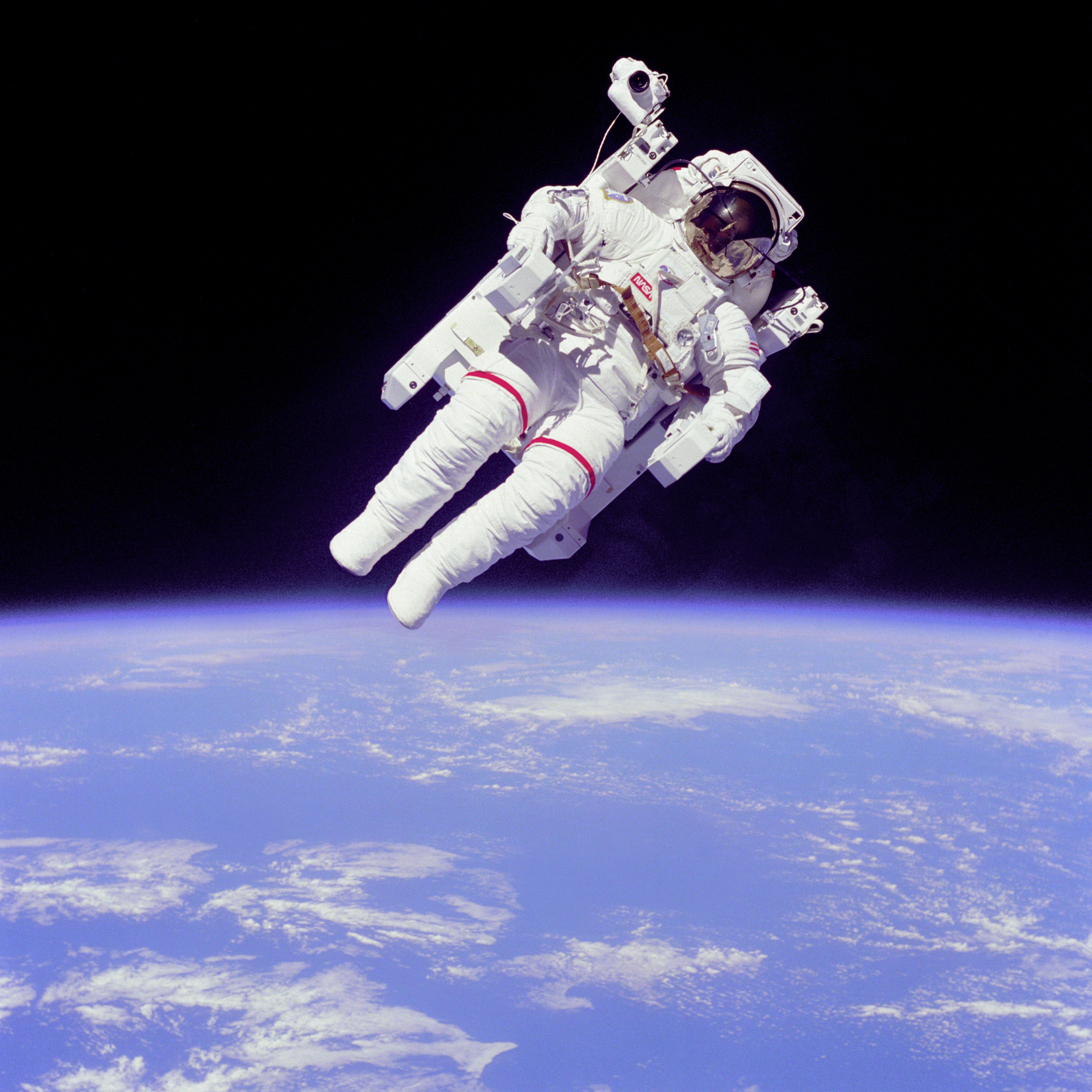
沒有繫繩的艙外活動

舱外活动（英語：Extravehicular activity，简称），也称太空出舱活动，是宇航员在離開地球大气层後於太空飛行器外所做的工作。艙外活動主要在繞行地球的太空飛行器外執行（即太空漫步或称太空行走），但也於月球表面實行（即月球漫步）。在最后幾次阿波罗登月任務从月球返回地球的途中，指揮艙駕駛員曾執行過艙外活動以取回裝有影片的金屬容器，这也是唯一几次不在地球近地轨道执行的非月面舱外活动。
艙外活動有分繫繩（太空人通过绳索與航天器連結，避免远离）和依靠宇航员推进装置（如载人机动装置，MMU）拥有自身动力的不繫繩两种。其中當執行繫繩活動時支援生命所需機能，如提供氧氣，被稱作「臍狀式」（umbilical）。目前舱外活动采用的都是非「臍狀式」繫繩方式，不系绳的舱外活动在历史上仅执行了3次。

## 里程碑
- 苏联宇航员阿列克谢·列昂诺夫于1965年3月18日在执行上升2号任务時完成史上第一次舱外活动。
- 苏联太空人斯維特蘭娜·薩維茨卡婭是第一位執行艙外活動的女性，她於1984年7月25日登上礼炮7号（Salyut 7）太空站時，與另一位蘇聯太空人弗拉迪米爾·賈尼別科夫（英语：Vladimir Dzhanibekov）共同完成舱外活动。
- 愛德華·懷特於1965年6月3日在雙子星4號任務期間完成第一次由美國太空人執行的艙外任務。凱瑟琳·蘇利文（Kathryn D. Sullivan）是第一位執行艙外活動的美國女性，她於1984年10月11日挑戰者號太空梭STS-41-G任務期間進行太空漫步。
- 1988年12月9日法國的朗-盧·克雷迪安（Jean-Loup Chrétien）在和平號太空站三周停留期間完成第一次由非蘇聯亦非美國籍太空人執行的艙外活動。
- 美國太空人於1969年7月20日阿波罗11号登月舱“鹰号”登月時完成第一次月球漫步。他與同伴持續步行達兩小時又三十二分。
- 美國太空人布鲁斯·麦克坎德雷斯（Bruce McCandless）於1984年2月7日在挑戰者號的STS-41-B任务期間完成第一次無繫繩太空漫步。之後（Robert L. Stewart）加入，與他進行五小時又五十五分鐘的太空漫遊。
- 1997年11月25日、土井隆雄在美国哥伦比亚号航天飞机上完成了日本人的首次舱外活动。
- 美國太空人史蒂芬·羅賓遜（Stephen Robinson）於2005年8月3日「返航」任務STS-114期間完成第一次為執行太空梭航行修理（in-flight repair）而進行的艙外活動。當工程師決定重返大氣層後，羅賓遜被派去移除發現號太空梭隔熱板上兩塊凸起的裂縫填充物。當發現號停靠在國際太空站時，羅賓遜成功移除了鬆脫的物質。
- 2008年9月27日，中國航天员翟志剛在神舟七号任务中完成中国人的第一次舱外活动，这標誌着中國成為第三個有能力把太空人送上太空並進行太空漫步的國家。（协助翟的刘伯明身体的上半身出舱。）現階段，神七的艙外活動是臍狀式，再加兩條紅色安全帶以保證安全。
- 2019年10月18日，美國國家航空暨太空總署（NASA）兩名太空人克里斯蒂娜·科赫和杰西卡·梅尔揭開太空採測新頁，成為第一對進行太空漫步的全女性搭檔[1]。
- 2021年11月7日，神舟十三號航天員進行首次出艙活動，由翟志剛、王亞平執行艙外任務，葉光富留守艙內配合操作指揮，歷時6.5小時，王亚平成为中国首名完成出舱活动的女性航天员。[2]。
- 2024年9月12日，北极星黎明進行首次私人出艙活動，贾里德·艾萨克曼和莎拉·吉利斯（英语：Sarah Gillis）上半身出舱。[3]

## 危險性

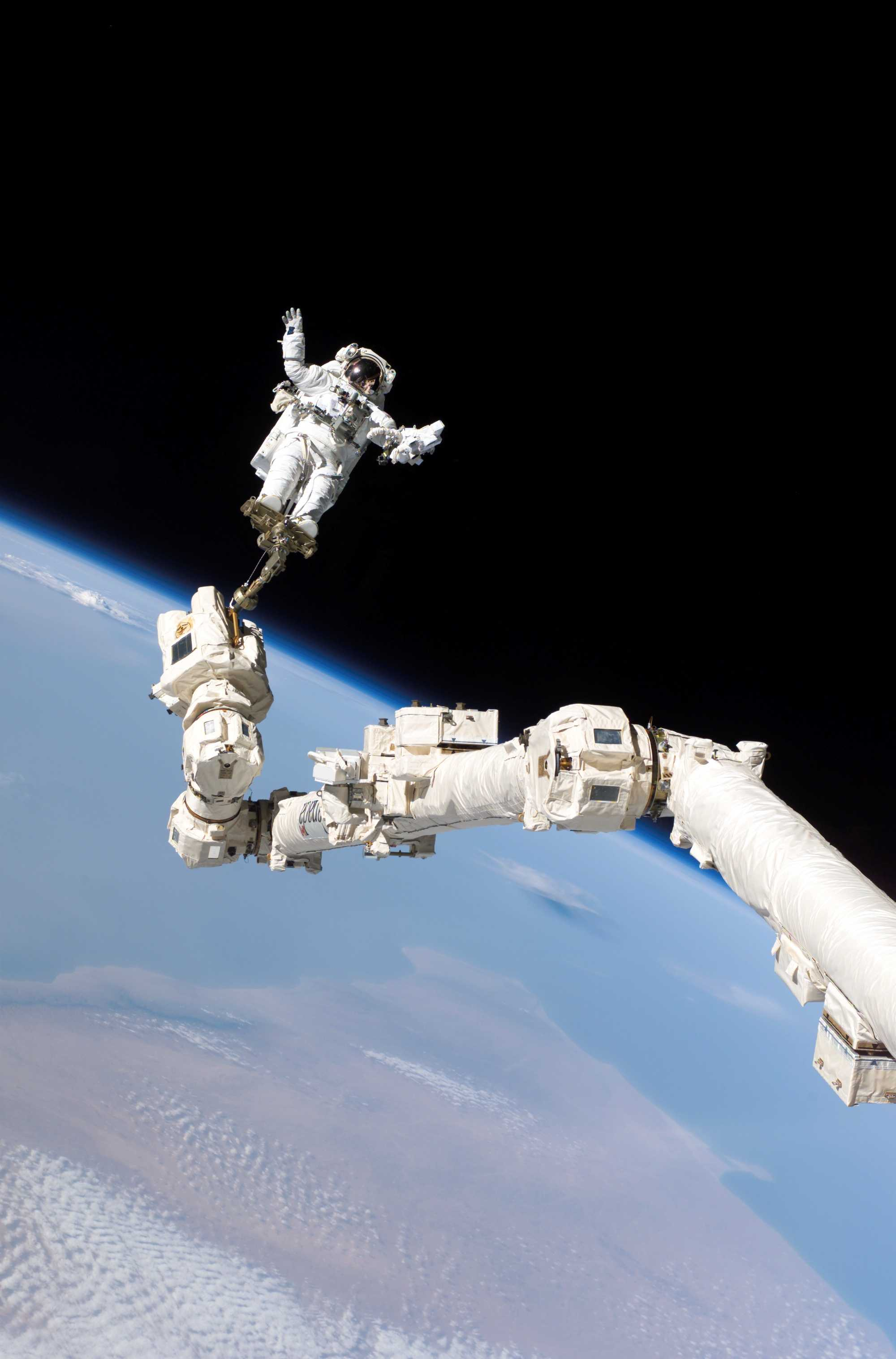
史蒂芬·羅賓遜在執行一次艙外活動（留意那條伸展出去的機械手臂）。

艙外活動因各種理由而十分危險。第一個理由是與太空廢棄物的碰撞。距離地表三百公里處的軌道速率（太空梭任務進行的典型軌域）為每秒7.7公里。這是一顆子彈的十倍飛行速度，所以質量只有子彈百分之一大小的微粒（比如漆料的碎片或一粒細砂）擁有的動能即等於一顆子彈。每次任務會製造更多軌道廢棄物，因此這問題將會持續惡化。
危險的另一個理由是任務執行前難以模擬實際的太空環境，而太空漫步因其危險性而被避免作為例行性任務。因此，當發現問題或偶爾執行操作任務時，艙外活動通常晚於計畫規劃的時間。雖然自壓力下選出具備高度穩定性的太空人，然而他們仍舊是人，艙外活動時產生的高度危險終究造成太空人情緒上的壓力。
其他可能的問題包含太空漫遊者與太空飛行器分離或遇到太空衣破損而可能使其減壓，此時如果太空人沒有立即進入增壓太空艙將缺氧而迅速死亡。
曾有太空人曾遇到太空衣破損的情形：STS-37任務期間，一根短棍刺穿了其中一名太空人的手套（姓名並未公開，但應是傑瑞·羅斯或傑伊·艾普特）。然而，這穿刺物卡住不動，因此沒有明顯的減壓情形發生。事實上，直到太空人安全返回亞特蘭提斯號太空梭後穿刺物才被注意到。
至目前為止，艙外活動未曾發生過災難性事件，也沒有太空人為此喪命。然而，仍有科學家開發外部件建設用的遥控機器人以盡可能減少人類進行艙外活動的需要。

## 参見
- 太空衣
- 載人機動裝置
- 舱外活动列表
- 国际空间站舱外活动列表
- 天宫号空间站舱外活动列表